# Clem (série télévisée)
Pour les articles homonymes, voir Clem.
Clem est une série télévisée française créée par Emmanuelle Rey Magnan et Pascal Fontanille, et réalisée par Joyce Buñuel et Éric Leroux. Elle est diffusée du 22 février 2010 au 24 février 2025 sur TF1. Avec le dernier épisode de la série le 24 février 2025.
La série est ensuite rediffusée sur TF1 Séries Films du 28 mars 2014 au 29 août 2020, sur TMC (chaîne de télévision) depuis le 16 février 2018, entre le 15 mai 2018 et le 10 octobre 2019 sur Gulli et sur AB1 et NRJ 12 depuis le 28 août 2023.
La série est disponible gratuitement sur TF1+ depuis le 1er septembre 2023.

## Synopsis
La série suit la vie de la jeune Clémentine Boissier, dite « Clem », qui, à 16 ans, s'aperçoit qu'elle est enceinte de 3 mois et demi. Ne pouvant plus avorter, elle termine sa grossesse et doit désormais élever son enfant, mais aussi finir le lycée. Mais comment renoncer à l'insouciance de l'adolescence pour une vie de jeune mère adolescente responsable, quand on commence à peine à connaître les joies que procure la vie[Quoi ?] ? Entourée par ses proches tout au long de la série, Clémentine deviendra une femme forte, responsable et épanouie dans son rôle de jeune mère.

## Distribution

### Personnages principaux
| Rôles                                  | S1                                                  | S2                         | S3                                               | S4              | S5                  | S6                   | S7                   | S8                 | S9                     | S10              | S11              | S12                      | S13                | S14              |
| -------------------------------------- | --------------------------------------------------- | -------------------------- | ------------------------------------------------ | --------------- | ------------------- | -------------------- | -------------------- | ------------------ | ---------------------- | ---------------- | ---------------- | ------------------------ | ------------------ | ---------------- |
| Clémentine Boissier                    | Lucie Lucas                                         | Lucie Lucas                | Lucie Lucas                                      | Lucie Lucas     | Lucie Lucas         | Lucie Lucas          | Lucie Lucas          | Lucie Lucas        | Lucie Lucas            | Lucie Lucas      | Lucie Lucas      | Lucie Lucas              | Lucie Lucas        | Lucie Lucas      |
| Michel Brimont                         | Jean Dell                                           | Jean Dell                  | Jean Dell                                        | Jean Dell       | Jean Dell           | Jean Dell            | Jean Dell            | Jean Dell          | Jean Dell              | Jean Dell        | Jean Dell        | Jean Dell                | Jean Dell          | Jean Dell        |
| Marie-France Brimont                   | Carole Richert                                      | Carole Richert             | Carole Richert                                   | Carole Richert  | Carole Richert      | Carole Richert       | Carole Richert       | Carole Richert     | Carole Richert         | Carole Richert   | Carole Richert   | Carole Richert           | Carole Richert     | Carole Richert   |
| Salomé Boissier                        | Jade Pradin                                         | Jade Pradin                | Jade Pradin                                      | Jade Pradin     | Jade Pradin         | Léa Lopez            | Léa Lopez            | Léa Lopez          | Joséphine Berry        | Joséphine Berry  | Joséphine Berry  | Joséphine Berry          |                    |                  |
| Caroline Muñoz Ferran, ex-Boissier (†) | Victoria Abril                                      | Victoria Abril             | Victoria Abril                                   | Victoria Abril  | Victoria Abril      | Victoria Abril       | Victoria Abril       | Victoria Abril     | Victoria Abril (caméo) |                  |                  |                          | Victoria Abril     |                  |
| Jean-Paul Boissier                     | Jérôme Anger                                        | Laurent Gamelon            | Laurent Gamelon                                  | Laurent Gamelon | Laurent Gamelon     |                      |                      | Laurent Gamelon    |                        |                  |                  |                          |                    | Laurent Gamelon  |
| Julien Brimont (†)                     | Mathieu Spinosi                                     | Mathieu Spinosi            | Mathieu Spinosi                                  | Mathieu Spinosi |                     |                      |                      |                    |                        |                  |                  |                          |                    |                  |
| Hicham Berkaoui                        | Kevin Elarbi                                        | Kevin Elarbi               | Kevin Elarbi                                     | Kevin Elarbi    | Kevin Elarbi        | Kevin Elarbi         | Kevin Elarbi         | Kevin Elarbi       |                        |                  |                  |                          |                    |                  |
| Alyzée Bertier                         | Élodie Fontan                                       | Élodie Fontan              | Élodie Fontan                                    | Élodie Fontan   | Élodie Fontan       | Élodie Fontan        | Élodie Fontan        | Élodie Fontan      | Élodie Fontan          |                  |                  |                          | Élodie Fontan      |                  |
| Monsieur Dumas                         | Grégoire Bonnet                                     | Grégoire Bonnet            | Grégoire Bonnet                                  | Grégoire Bonnet |                     |                      |                      |                    |                        |                  |                  |                          |                    |                  |
| Jérôme Thévenet                        |                                                     |                            | Benoît Michel                                    | Benoît Michel   | Benoît Michel       | Benoît Michel        | Benoît Michel        |                    |                        |                  |                  | François-David Cardonnel |                    |                  |
| Inès Muñoz                             |                                                     |                            |                                                  | Maëva Pasquali  | Maëva Pasquali      | Maëva Pasquali       | Maëva Pasquali       | Maëva Pasquali     | Maëva Pasquali         | Maëva Pasquali   | Maëva Pasquali   |                          |                    |                  |
| Valentin Brimont                       | Diane Weiller, Robin Weiller et Marceau Cathelineau | Jules Josso et Lucas Josso | Jean Daudigny, Thomas Moissonnier et Paul Monate | Paul Monate     | Mathis Patricio     | Alexandre De Faucher | Alexandre De Faucher | Virgil Amadeï      | Thomas Chomel          | Thomas Chomel    | Thomas Chomel    | Thomas Chomel            | Thomas Chomel      | Thomas Chomel    |
| Dimitri Ferran                         |                                                     |                            |                                                  |                 | Rayane Bensetti     | Rayane Bensetti      | Rayane Bensetti      |                    |                        |                  |                  |                          |                    |                  |
| Xavier Ferran                          |                                                     |                            |                                                  |                 | Philippe Lellouche  | Philippe Lellouche   | Philippe Lellouche   | Philippe Lellouche |                        |                  |                  |                          | Philippe Lellouche |                  |
| Anouchka Ferran                        |                                                     |                            |                                                  |                 | Louise Petit Damico | Louise Petit Damico  |                      | Asia Amans         |                        |                  |                  |                          |                    |                  |
| Max Thévenet                           |                                                     |                            |                                                  |                 | Stefan Godin        | Stefan Godin         | Stefan Godin         |                    |                        |                  |                  |                          |                    |                  |
| Babeth Thévenet                        |                                                     |                            |                                                  |                 | Marie Arnaudy       | Marie Arnaudy        | Marie Arnaudy        |                    |                        |                  |                  |                          |                    |                  |
| Adrian Moron                           |                                                     |                            |                                                  |                 |                     | Agustín Galiana      | Agustín Galiana      | Agustín Galiana    | Agustín Galiana        | Agustín Galiana  | Agustín Galiana  | Agustín Galiana          | Agustín Galiana    | Agustín Galiana  |
| Matthieu Colina                        |                                                     |                            |                                                  |                 |                     |                      |                      |                    |                        |                  | Loup-Denis Elion | Loup-Denis Elion         | Loup-Denis Elion   | Loup-Denis Elion |
| Stéphane Minassian                     |                                                     |                            |                                                  |                 |                     |                      | Yann Sundberg        | Yann Sundberg      | Yann Sundberg          | Yann Sundberg    |                  |                          |                    |                  |
| Baptiste                               |                                                     |                            |                                                  |                 |                     |                      |                      | Vinnie Dargaud     | Vinnie Dargaud         |                  |                  |                          |                    |                  |
| Joris Charpentier                      |                                                     |                            |                                                  |                 |                     |                      |                      |                    | Gabriel Dryss          | Gabriel Dryss    | Gabriel Dryss    |                          |                    |                  |
| Fred, le kiné                          |                                                     |                            |                                                  |                 |                     |                      |                      |                    | Guillaume Faure        | Guillaume Faure  |                  |                          |                    |                  |
| Victoire Brimont                       |                                                     |                            |                                                  |                 |                     |                      |                      |                    | Elsa Houben            | Elsa Houben      | Elsa Houben      | Elsa Houben              |                    |                  |
| Emma Thévenet                          |                                                     |                            |                                                  |                 |                     |                      |                      |                    | Élina Solomon          | Élina Solomon    | Élina Solomon    | Élina Solomon            | Élina Solomon      | Élina Solomon    |
| Justine, CPE                           |                                                     |                            |                                                  |                 |                     |                      |                      |                    | Juliette Augert        | Juliette Augert  |                  |                          |                    |                  |
| Izia Gacem                             |                                                     |                            |                                                  |                 |                     |                      |                      |                    | Lily Nambininsoa       | Lily Nambininsoa | Lily Nambininsoa | Lily Nambininsoa         | Lily Nambininsoa   |                  |
| Achille Saadi                          |                                                     |                            |                                                  |                 |                     |                      |                      |                    | Remy Pedevilla         | Remy Pedevilla   | Remy Pedevilla   | Remy Pedevilla           |                    |                  |
| Nathalie Spitzer                       |                                                     |                            |                                                  |                 |                     |                      |                      |                    |                        | Cristiana Reali  | Cristiana Reali  | Cristiana Reali          |                    |                  |
| Amélie Renault                         |                                                     |                            |                                                  |                 |                     |                      |                      |                    |                        | Karina Testa     | Karina Testa     | Karina Testa             |                    |                  |
| Clara                                  |                                                     |                            |                                                  |                 |                     |                      |                      |                    |                        | Marion Séclin    | Marion Séclin    |                          |                    |                  |
| Iris Khan                              |                                                     |                            |                                                  |                 |                     |                      |                      |                    |                        |                  |                  | Helena Noguerra          |                    |                  |
| Medhi Balestrini                       |                                                     |                            |                                                  |                 |                     |                      |                      |                    |                        |                  |                  | Aïssa Benchelef          |                    |                  |
| Roxane Kircher                         |                                                     |                            |                                                  |                 |                     |                      |                      |                    |                        |                  |                  | Alice Varela             |                    |                  |

### Personnages secondaires
- Arthur Mazet (saisons 1 et 2) ; Jules Miesch (saisons 10 et 11) : Stanislas Miremont
- Pierre Perrier (saisons 1 et 2) : Mathieu Verdier
- Maria Laborit (saison 1) : Manie, la mère de Caroline
- Jeanne Bournaud (saison 1) : Gisèle
- Annie Grégorio (saisons 1 et 2) : Mademoiselle Lecoutre
- Camille Chamoux (saisons 1 à 3) : Valérie
- Emma Gamet (saisons 1 et 2) : Gladys Champelin
- Nina Ambard (saisons 1 et 2) : Léna Vulkovic
- Annick Blancheteau (saisons 2 à 7) : Solange Boissier, décédée dans la saison 14
- Pierre Santini (saisons 2 à 5) :  Jean-Jacques Boissier
- Emilie Gavois-Kahn (saisons 2 à 4) : Lily
- Ulysse Pillon (saisons 3 à 5) : Martin
- Thomas Ancora (saisons 3 à 6) : Paul
- Emmanuelle Bach (saisons 3 à 5) : Vic
- Johanna Nizard (saisons 3 à 5) : Sabine
- Kaya Blocksage (saisons 3 et 4) : Mandy
- Laurence Charpentier (saisons 3 à 6) : Lila
- Noëlla Dussart-Finzi (saisons 3 et 4) : Directrice esthétique
- Esther Valding (saison 4) : Margaux
- Kevin Dias (saison 4) : Nathan
- Sandra Dorset (saisons 4 et 5) : Delphine Roussel
- Benjamin Baroche (saison 4) : Bertrand, petit-ami d’Inès
- Sarah-Laure Estragnat (saisons 4 et 5) : Sarah
- Farouk Bermouga (saisons 4 et 5) : Maître Ahmlaoui
- Victor Meutelet (saisons 5 à 7) : Lucas
- Joyce Bibring (saisons 5 à 7) : Marjorie Thévenet
- Fabian Wolfrom (saison 6) : Antoine
- Raphaëlle Amar (saison 7) : Charlotte, fille de Stéphane
- Cécile Becquerelle (saison 7) : Jaf
- Thibault Duboucher (saison 7) : Hugo
- Rodolfo De Souza (saison 7) : José
- Renaud Roussel (saison 7) : Alex Giroin
- Schemci Lauth (saisons 7 et 8) : Christophe
- Samuel Ourabah (saisons 7 et 8) : Ben
- Noémie Chicheportiche (saison 8) : Pauline
- Georges Corraface (saison 8) : Antonio Moron
- Guillaume Arnault (saison 9) : Antonio Moron
- Constantin Vidal (saison 9) : Tony, le dealer
- Cyril Garnier (saison 9) : Professeur de Français
- Léopoldine Dauzet (saison 9) : Jenny
- Raphaël Torres (saison 9) ; Keanu Peyran (saisons 10 à 12) : Pablo Moron
- Juliette Arnaud (saison 10) : Rachel / Léa Bourgines
- Mounira Barbouch (saison 10) : Christine
- Inan Cicek (saison 10) : Francis
- Emmanuelle Bouaziz (saisons 10 et 11) : Alma, prof de danse d'Adrian
- Guillaume Denaiffe (saisons 10 et 11) : Bernard
- Elisa Libri (saison 11) : Clothilde
- Marie-Christine Orry (saison 11) : Assistance sociale
- Elizabeth Macocco (saison 11) : La juge
- Ambre Quinchon (saison 12) : Sacha, amie d’Emma
- Elios Lévy (saison 12) : Alex Tarneau
- Liv Toullec-Hurtaud (saison 12) : Keyline
- Lydie Muller (saison 12) : Béatrice Lethuilliez
- Neïssa Karmaoui (saison 12) : Lucie, amie d’Emma
- Lucas Barraud (saison 12) : Théo
- Mathilde Wambergue (saison 12) : Madame Louvier
- Émie Thériault (saison 13) : Geneviève
- Mathis Kavanagh (saison 13) : Noa
- Solène Hébert (saison 14) : Eloïse
- Bernard Yerlès (saison 14) : Didier

## Production

### Développement
- Une saison 7 est annoncée durant la diffusion de la saison 6. Le tournage a débuté le 16 mai 2016 et, après une pause en juillet/août, s'est achevé en octobre 2016. Cette saison a été diffusée dès le 27 décembre 2016 sur RTS Un en Suisse, le 29 décembre 2016 sur La Une en Belgique et le 2 janvier 2017 sur TF1. Agustín Galiana est de retour dans le rôle d'Adrian et Léa Lopez dans le rôle de Salomé. La saison accueille plusieurs personnages comme Renaud Roussel[3] dans le rôle d'Alex Giroin, restaurateur ou Thibault Duboucher[4] dans le rôle d'un ami de Charlotte, également nouveau personnage de la saison. La saison est au format 52 minutes (contrairement au format 90 minutes utilisé depuis le début de la série) augmentant le nombre d'épisodes par saison à 10 contre 5 auparavant.
- Une saison 8 est annoncée en mai 2016 et est confirmée début décembre 2016 sur un certain nombre de sites. Pour cette saison, il est prévu 10 épisodes de 52 minutes. La série sera diffusée à partir du 27 février 2018 sur RTS Un[5], du 15 mars sur La Une[6] et du 19 mars sur TF1[7].
- Le 12 mai 2021, TF1 annonce avoir commandé une saison 12, pour une diffusion en 2022[8].
- Le 31 mai 2023, après de nombreuses rumeurs sur le renouvellement ou non de la série, TF1 confirme à cette date le retour de la série pour une treizième et dernière saison avec un double épisode de 45 minutes. Ce dernier s’intitulera « Les Retrouvailles » et verra le retour de 3 acteurs historiques que sont : Victoria Abril (Caroline  Muñoz) et Philippe Lellouche (Xavier Ferran) ayant tous deux quitté la série à l’issue de la saison 8 ; et Élodie Fontan (Alyzée Bertier) ayant quitté la série à l’issue de la saison 9[9],[10]. Le 17 octobre 2023, TF1 annonce la diffusion du double épisode pour le lundi 6 novembre à 21 h 10[11].

### Fiche technique
- Création : Emmanuelle Rey-Magnan et Pascal Fontanille
- Réalisateur : Joyce Buñuel, Arnauld Mercadier, Christophe Campos et Éric Le Roux
- Scénario : Pascal Fontanille, Emmanuelle Rey-Magnan, Julie Manoukian, Monica Rattazzi, Aurélie Belko et Juliette Keller
- Photographie : Thierry Schwartz et Olivier Guarguir
- Musique : Fabien Nataf, Jean-Claude et Angélique Nachon
- Décors : Arzur Ronan, Jean Bauer et Frédéric Duru
- Montage : Dominique B. Martin, Sophie Cornu et Joël Bochter
- Casting : Stéphane Finot, Martin Rougier et Nora Habib
- Costumes : Valérie Mascolo et Nathalie Lecoultre
- Régisseur Général : Emmanuel Libermann
- Producteurs : François Aramburu, Pascal Fontanille et Rose Brandford Griffith
  - associé : Anne Leduc, Arlette Zylberberg et Yves Swennen
  - exécutif : Philippe Leboucher et Gérard Croce - Stephane Bourgine Saison 8 à 12
- Société de Production : Merlin Productions, Radio Télévision Belge Francophone (RTBF) (co production)
- Société de Distribution (télévision) : 
  - TF1 (France)
  - RTBF (Belgique)
- Pays d'origine :  France
- Langue originale : français
- Format : Couleurs - 35 mm
- Genre : Comédie
- Durée : 
  - 90 minutes (saisons 1 à 6)
  - 52 minutes (depuis la saison 7)
- Date de sortie : 
  -  Belgique : 22 février 2010
  -  France : 22 février 2010

## Audiences
L'épisode pilote, diffusé le 22 février 2010 et désormais reconnu comme le premier de la première saison, a rassemblé 9 417 000 téléspectateurs soit 34,8 % de part de marché.
| Saison | Nombre d'épisodes | Durée      | Chaîne        | Diffusion originale | Diffusion originale | Audiences moyennes | Audiences moyennes | Audiences moyennes |
| Saison | Nombre d'épisodes | Durée      | Chaîne        | Début de saison     | Fin de saison       | Première           | Finale             | PDM globale        |
| ------ | ----------------- | ---------- | ------------- | ------------------- | ------------------- | ------------------ | ------------------ | ------------------ |
| 1      | 4                 | 90 minutes | TF1 (inédits) | 22 février 2010     | 4 avril 2011        | 9 417 000          | 6 413 000          | 26,8 %             |
| 2      | 3                 | 90 minutes | TF1 (inédits) | 19 mars 2012        | 2 avril 2012        | 6 334 000          | 6 327 000          | 23,9 %             |
| 3      | 3                 | 90 minutes | TF1 (inédits) | 1er avril 2013      | 15 avril 2013       | 5 876 000          | 6 077 000          | 22,7 %             |
| 4      | 5                 | 90 minutes | TF1 (inédits) | 13 janvier 2014     | 10 février 2014     | 5 243 000          | 5 946 000          | 22,3 %             |
| 5      | 5                 | 90 minutes | TF1 (inédits) | 2 mars 2015         | 30 mars 2015        | 6 466 000          | 6 750 000          | 25,7 %             |
| 6      | 5                 | 90 minutes | TF1 (inédits) | 14 mars 2016        | 11 avril 2016       | 5 428 000          | 5 600 000          | 22,6 %             |
| 7      | 10                | 52 minutes | TF1 (inédits) | 2 janvier 2017      | 30 janvier 2017     | 5 218 000          | 5 040 000          | 21,2 %             |
| 8      | 10                | 52 minutes | TF1 (inédits) | 19 mars 2018        | 16 avril 2018       | 5 101 000          | 4 679 000          | 20,6 %             |
| 9      | 6                 | 52 minutes | TF1 (inédits) | 13 mai 2019         | 27 mai 2019         | 4 160 000          | 4 120 000          | 18,8 %             |
| 10     | 6                 | 52 minutes | TF1 (inédits) | 14 septembre 2020   | 28 septembre 2020   | 2 928 000          | 3 056 000          | 13,2 %             |
| 11     | 6                 | 52 minutes | TF1 (inédits) | 19 avril 2021       | 3 mai 2021          | 4 054 000          | 3 539 000          | 15,7 %             |
| 12     | 6                 | 52 minutes | TF1 (inédits) | 28 mars 2022        | 11 avril 2022       | 2 410 000          | 2 714 000          | 12,9 %             |
| 13     | 2                 | 52 minutes | TF1 (inédits) | 6 novembre 2023     | 6 novembre 2023     | 2 522 000          | 2 522 000          | 12 %               |
| 14     | 2                 | 52 minutes | TF1 (inédits) | 24 février 2025     | 24 février 2025     | 2 703 000          | 2 703 000          | 14%                |

Légende :
- plus hauts scores d'audiences
- plus bas scores d'audiences

## Réception critiques
Sur Allociné, la série obtient une note de 3,6/5 pour 1 924 notes dont 84 critiques.

## Médias
En 2015, Clem est la série télévisée la plus recherchée sur le moteur de recherche Google en France, devant Game of Thrones et The Walking Dead.

## Livre
Un livre intitulé Clem maman trop tôt a été écrit par Emmanuelle Lepetit et est paru après la sortie du film en 2011. Clem dans le livre nous raconte son histoire de A à Z dans les moindres détails avec des informations inédites qui ne sont pas dans la série.

## DVD
| Saison                     | Nombre de disques | Nombre d'épisodes | Date de sortie | Format                                                                                                 | Éditeur   | Distributeur                        |
| -------------------------- | ----------------- | ----------------- | -------------- | --- | --------- | ----------------------------------- |
| Coffret des saisons 1 à 12 | 27                | 63                | 7 juillet 2021 | - Sous-titres : Aucun - Format : 1.78:1 - 16/9 anamorphique (compatible 4/3) - son : Dolby Digital 2.0 | TF1 Vidéo | Paramount Home Entertainment France |